# Sofía Paleólogo
Zoe Paleólogo, (en griego: Ζωή Παλαιολόγου, después conocida como Sofía Paleólogo (en ruso: Софья Фоминична Палеолог; 1455 - 7 de abril de 1503). Gran Princesa de Moscú, sobrina del último emperador bizantino Constantino XI y segunda esposa de Iván III de Rusia, abuela de Iván el Terrible.

## Biografía
Su padre era Tomás Paleólogo. Junto a sus hermanos fue llevada a Roma después de la conquista del Peloponeso por parte de Mehmed II el año 1460. En Roma su nombre griego Zoe fue cambiado a Sofía.
El año 1469 el Papa Paulo II la ofreció como esposa al Príncipe de Moscú Iván III de Rusia, viudo de su primera esposa, con la esperanza de unir a católicos y ortodoxos en una sola fe.  La boda se celebró por procurador el 1 de junio de 1472 en la Basílica de San Pedro de Roma, y presencialmente en la Catedral de la Ascensión del Kremlin de Moscú el 12 de noviembre del mismo año.  
Sin embargo, ni las gestiones del cardenal Basilio Bessarión ni las del enviado papal a Moscú Antonio Bonumbre tuvieron éxito en su misión de convertir la política religiosa moscovita.
Al pasar de los años, Sofía fue ganando influencia en las decisiones de su anciano marido. Se cree que fue la primera en introducir en el Kremlin la magnífica y meticulosa etiqueta de las ceremonias bizantinas, con la idea de convertir a Moscú en la Tercera Roma. 
Poco antes de su muerte persuadió a Iván de ceder el trono a su hijo mayor Basilio III de Moscú por sobre su hijo primogénito (hijo de su primera mujer María de Tver).